# نوبهار (بخش مرکزی نیشابور)
نوبهار یک روستا در ایران است که در دهستان درب قاضی شهرستان نیشابور واقع شده‌است. نوبهار ۷۲ نفر جمعیت دارد.